# Lijst van personen uit Verviers
Dit is een chronologische lijst van personen uit Verviers. Het gaat om personen afkomstig uit de Belgische stad Verviers.

## Bekende inwoners
- Grégoire-Joseph Chapuis (1761-1794), arts en revolutionair, onthoofd
- Iwan Simonis (1769-1829), industrieel
- Pierre David (1771-1839), politicus
- Pierre Grosfils-Gérard (1797-1868), volksvertegenwoordiger
- Henri Vieuxtemps (1820-1881), componist, violist
- Henri Pirenne (1862-1935), historicus
- Emile Fabry (1865-1966), kunstschilder
- Jean Haust (1868-1946), taalkundige en filoloog
- Mathieu Crickboom (1871-1947), violist
- Adolphe Wansart (1873-1954), beeldhouwer
- Victor Vreuls (1876-1944), componist
- Albert Dupuis (1877-1967), componist
- Albert-Charles Duesberg (1877-1951), architect
- Raymond Macherot (1924-2008), striptekenaar
- Émile-José Fettweis (1927-2021), architect en stedenbouwkundige
- Jacques Drèze (1929-2022), econoom
- Edouard Close (1929-2017), politicus
- Roger Leloup (1933), striptekenaar
- René Hausman (1936-2016), striptekenaar
- André Damseaux (1937-2007), politicus, journalist, ondernemer
- Yvan Ylieff (1941), politicus
- Jean Vallée (1941-2014), zanger
- André Bailly (1942-2023), politicus
- Jean-Jacques Andrien (1944), filmmaker
- Philippe Garot (1948-2023), voetballer en voetbaltrainer
- Alain Grignard (1952-2023), islamoloog
- Jacques Stotzem (1959), gitarist
- Eric van de Poele (1961), Formule 1-coureur
- Serge Kimoni (1965-2023), voetballer
- Dominique Monami (1973), tennisster
- David Engels (1979), historicus
- Philippe Gilbert (1982), wielrenner
- Arnaud Dubois (1986), bmx-er
- Brandon Deville (1993), voetballer

Brussel:
Anderlecht
Brussels Hoofdstedelijk Gewest · 
Etterbeek · 
Ukkel

Vlaanderen:
Aalst · 
Antwerpen · 
Brugge ·
Geel · 
Genk · 
Gent · 
Hasselt ·  
Ieper · 
Kortrijk · 
Leuven · 
Lichtervelde · 
Lier · 
Lokeren · 
Mechelen · 
Oostende · 
Oudenaarde · 
Poperinge · 
Roeselare ·
Sint-Niklaas ·  
Sint-Truiden · 
Tienen · 
Tongeren · 
Turnhout · 
Vilvoorde

Wallonië: 
Aarlen · 
Charleroi ·  
Doornik ·  
Luik · 
Moeskroen ·  
Namen · 
Verviers · 
Waver